# شربع
شربع قرية سوريّة تتبع إداريّاً لمحافظة حلب منطقة دير حافر ناحية رسم حرمل الإمام، بلغ تعداد سكانها 923 نسمة حسب التعداد السكاني لعام 2004.